# علي زعرور (مصور)
علي زعرور هو مصوّر فلسطيني محترف (1900-1972)، من سكان العيزرية بجانب مدينة القدس، عمل في وكالة الأنباء ” أي- پي” لصالح الجيش البريطاني، ثم عمل بعدها لصالح الفيلق الأردني، ورافق المقاتلين الفلسطينيّين والقيادة الفلسطينيّة وصوّر بالأساس معارك السكّان المحليّين في القدس ومحيطها البعيد، وفّر تمثيلًا واسع النطاق للمقاومة الفلسطينيّة العسكريّة، حيث وثّق معارك القدس عام 1948 بألبوم يشمل صور استسلام الحيّ اليهودي في 28 أيّار 1948، وكان أوّل من أتاح هذه المشاهدة.

## توثيقاته
نشرت توثيقاته في كتاب التصوير في فلسطين (سيلع 2000)، وثّق علي زعرور 380 صورة تقريبا من حرب 1948 وما بعدها في ألبوم، شمل الألبوم صورًا بالأساس لنتائج الحرب التي عاشها الفلسطينيّون إبان الحرب على البلدة القديمة: القتلى والدمار والأسرى واللاجئون والطقوس والمداولات حول اتفاقية وقف إطلاق النار، وشمل الألبوم صورًا لقتلى يهود من القافلة التي انسحبت من چوش عتسيون، وصور لقرى مدمّرة، وصور قتلى فلسطينيين ولاجئين فقدوا بيوتهم، إضافةً إلى صور الملك الأردني عبد الله، قبل اغتياله في المسجد الأقصى بوقت قصير، سرق الجيش الإسرائيلي الألبوم من بيت علي زعرور خلال حرب الأيام الستة، وخضعت هذه الصور للرقابة في أرشيف الجيش الإسرائيلي، ورُفع التقييد عن 324 صورة في عام 2002.